# Козеко, Иван Дорофеевич
Ива́н Дорофе́евич (Я́нка) Козе́ко (бел. Я́нка (Іва́н Дарафе́евіч) Казе́ка; 31 августа 1915 — 3 марта 2000, Минск) — белорусский советский литературовед, критик. Заслуженный работник культуры БССР (1975). Лауреат Государственной премии Белорусской ССР (1976). Член СП СССР (1954).

## Биография
Родился 18 (31 августа) 1915 года в крестьянской семье в деревне Костричи (ныне — Кировский район, Могилёвская область, Беларусь).
С сентября 1931 года работал на Бобруйском деревообрабатывающем комбинате, в 1933—1934 годах — в редакции многотиражной газеты «За ударные темпы». Одновременно учился на вечернем отделении лесного техникума.
В 1938 году окончил литературный факультета Минского педагогического института имени М. Горького. Преподавал белорусский язык и литературу в Дукорской средней школе Пуховичского района.
В 1939—1954 годах служил в РККА. Во время Великой Отечественной войны — армейский политработник. В 1941 годы был ранен под Ельней.
В 1954—1957 годах — сотрудник редакции газеты «Літаратура і мастацтва», в 1957—1967 годах — главный редактор Государственного издательства Белорусской ССР (с 1963 года — издательство «Беларусь»).
С 1967 года — заведующий редакции народного образования и печати, в 1969—1979 годах — заместитель главного редактора, с 1980 года — старший научный редактор издательства «Белорусская Советская Энциклопедия имени П. Бровки»..
Умер 3 марта 2000 года.
Сын Николай — чемпион СССР в прыжках на батуте, главный тренер сборной Беларуси по фристайлу

### В переводе на русский язык
- Казека, Я. Кондрат Крапива : Критико-биографический очерк / Я. Казека; автор. пер. с белорус. Е. Мозолькова. — Москва : Советский писатель, 1967. — 142 с.

## Награды и звания
- орден Отечественной войны II степени (6.4.1985).
- медаль «За боевые заслуги» (6.8.1946; был представлен к ордену Красной Звезды).
- заслуженный работник культуры БССР (1975).
- Государственная премия Белорусской ССР (1976) — за участие в создании Белорусской Советской энциклопедии.